# André Assailly
André Assailly est un auteur, scientifique et botaniste français né le 15 novembre 1904 à Cholet et mort le 30 mars 1997 à Pamiers.

## Biographie
Né en 1904 à Cholet, André Assailly reste connu pour son œuvre Les Poussières, dont la première édition est parue en 1956 dans la collection Que sais-je ?.
Il a été membre de la Société botanique de France de 1954 à 1997.
Il a écrit d'autres ouvrages, comme Mon Toubib raconte en 1954 et L'Anatomie végétale et ses applications techniques en 1953.
Il décède à Pamiers en 1997.